# Trevor Morris
Trevor Morris (25 de maio de 1970) é um produtor e compositor de trilhas sonoras canadense.
Ele é mais famoso por compor a trilha sonora para a série de televisão The Tudors, ganhando um Primetime Emmy Award de Melhor Música Tema. Mas também compôs para as séries televisivas Os Pilares da Terra, Os Bórgias, Vikings, e o filme Invasão A Casa Branca.

## Vida e Trabalho
Morris nasceu em London, provincia Canadênse de Ontário. Ele foi aceito para a St. Mary’s school quando era criança, onde estudou violino e coral diariamente. Aos 13 anos foi convocado por sua escola para compor uma peça em homenagem ao Papa João Paulo II que visitaria o Canadá. Sua taxa foi de US$ 50. Beloved Young People,um livro de autoria do Papa serviu de fonte para as letras adaptadas, e classe interpretou a composição para piano e coral na Catedral de St. Mary. Foi um momento que moldou o futuro de Trevor.
Na Faculdade, Fanshawe College, Morris participou do programa “Music Industry Arts”. Ele se formou como primeira da classe, partindo logo em seguida a conclusão da graduação para Toronto, para começar a trabalhar.
Ele Passou seus 20 anos nos círculos de produção musical de Toronto, mas, eventualmente, mudou sua atenção de produção para a composição musical em tempo integral para comerciais de televisão. Querendo mais espaço para suas ideias musicais, Morris mudou para filmes e séries de televisão e em 1999 mudou-se para Los Angeles para seguir esse novo rumo da carreira. Durante seus primeiros anos em Los Angeles, Morris trabalhou com compositores de trilha famosas, James Newton Howard e Hans Zimmer. Como parte da equipe de Zimmer, Morris acumulou mais de 25 grandes créditos de tela em alguns dos "block busters" de Hollywood.